# Franklin (Tennessee)
Franklin es la ciudad principal del Condado de Williamson, Tennessee, en los Estados Unidos. Su población era 41 842 habitantes en el censo del 2000 y el 1 de julio de 2008 la estimación era de 58 481 habitantes.
Franklin es un suburbio de Nashville, tiene superficie de 78 km² y está localizada aproximadamente a 20 millas (32 km) del sur del centro de dicha ciudad.

## Historia

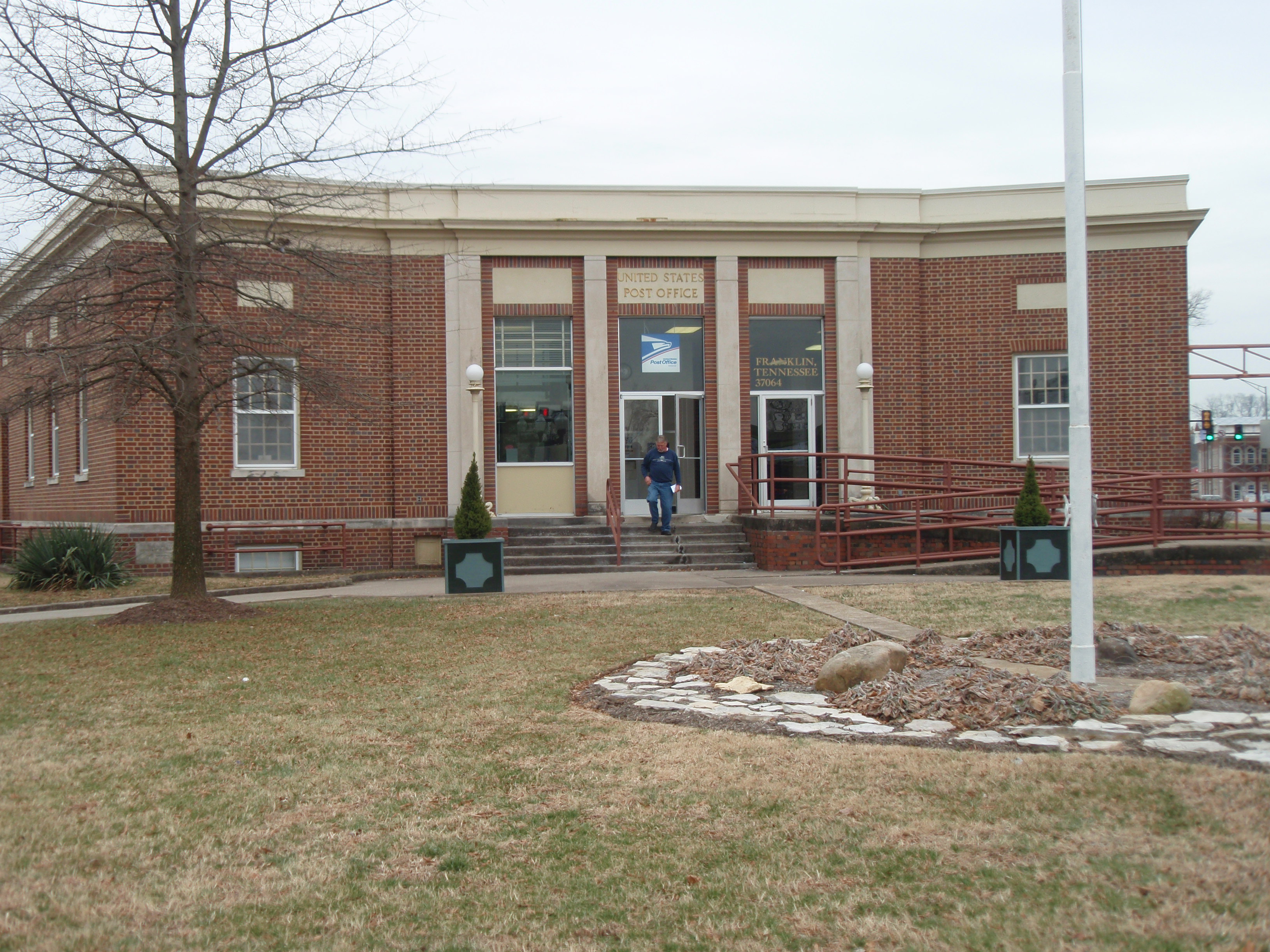
Oficina Postal de Franklin

Ewen Cameron construyó la primera casa a la ciudad de Franklin. Cameron nació el 23 de febrero de 1768 en Balgalkan, Ferintosh, Escocia. Emigró a Virginia en 1785 y desde allí viajó para establecerse en Tennessee. Cameron murió el 28 de febrero de 1846, habiendo vivido durante cuarenta y ocho años en la misma casa hecha con troncos de madera.

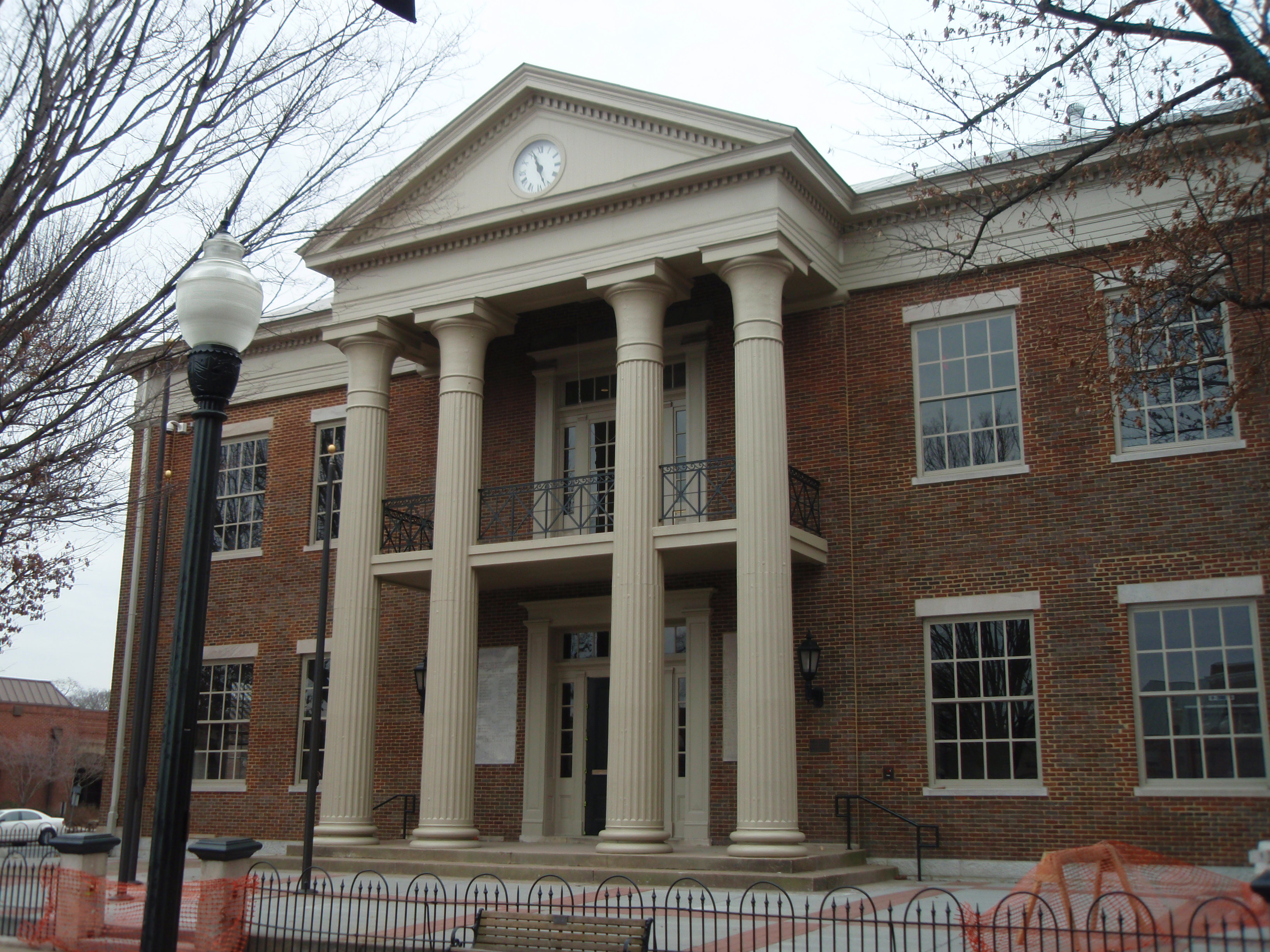
Palacio de Justicia de Franklin

Él y su segunda esposa, Maria, fueron enterrados en el antiguo cementerio de la ciudad, y sus descendientes han vivido permanentemente en Franklin desde 1798 cuando su hijo Duncan Cameron fue el primer niño nacer en la ciudad.
La ciudad de Franklin fue fundada por Abram Maury Jr. (1766-1825), quien fue senador por el estado de Tennessee. El nombre de la ciudad fue elegido en honor a Benjamín Franklin, quien era amigo íntimo del Dr. Hugh Williamson, miembro del Congreso Continental y representante del Condado de Williamson.
La batalla de Franklin tuvo lugar en la ciudad el 30 de noviembre de 1864, causando casi 10000 víctimas (entre muertos, heridos y desaparecidos), siendo una de las más violentas durante la guerra civil estadounidense.
Franklin nació como una comunidad agrícola muy pequeña, con una mezcla poblacional de ciudadanos residenciales, comerciales y corporativos.

## Demografía y geografía
El censo de 2000 calculó que había en la ciudad alrededor de 41,842 personas (la población del Condado de Williamson es 193,595). 16,128 casas, y 11,225 familias que residen en la ciudad.
La densidad demográfica era 1,393.3 personas por milla cuadrada(538.0/km²); había 17,296 unidades de alojamiento en una densidad media de 575.9 millas cuadradas (222.4/km²).
Además, el censo arrojó que en la ciudad predominaban personas de origen caucasiano (84.53 %), latinoamericanos (10.35 %), afroamericanos (4.84 %), asiáticos (1.61 %), nativos americanos (0.24 %), isleños del Pacífico (0.05 %), un 2.17 % de otros orígenes, y un 1.06 % de dos o más orígenes.
Había un total de 16,128 casas, de las cuales el 38.6 % tenía niños menores de 18 años, el 56.2 % eran matrimonios, el 10.8 % eran familias con mujeres sin marido, y el 30.4 % no constituían familias. El 25.0 % de todas las casas estaban compuestas de hombres solteros y el 5.4 % tenían personas de 65 años o más.
sEn la ciudad, la población estaba compuesta por un 27.9 % de personas menores de 18 años, el 7.5 % de 18 a 24, el 38.1 % de 25 a 44, el 19.2 %
de 45 a 64, y el 7.4 % personas de 65 años o más.
La edad promedio era de 33 años, y por cada 100 mujeres había 93.6 hombres, y el ingreso medio para una casa en la ciudad era de 65,506 dólares anuales y el ingreso medio para una casa de familia era de 69,431 dólares anuales (estas estadísticas se elevaron a 74,914 dólares y 87,125 dólares respectivamente a partir del censo de 2007).
Los hombres tenían un ingreso promedio de 50,226 dólares contra 31,531 dólares para mujeres. Los ingresos per cápita para la ciudad eran 32,160 dólares, y aproximadamente el 5.1 % de familias y el 6.7 % de la población estaba debajo de la línea de pobreza, incluyendo a un 8% de personas por debajo de los 18 años y el 12 % de personas de 65 años o más.
Con respecto a la geografía, Franklin ocupa un área de 78 km², con 77,8 km² cubiertos por tierra y 0,2 km² cubiertos por agua.
Franklin se localiza a aproximadamente 213 m por encima del nivel del mar, según el censo estadounidense de 2007.

## Centro Histórico de Franklin

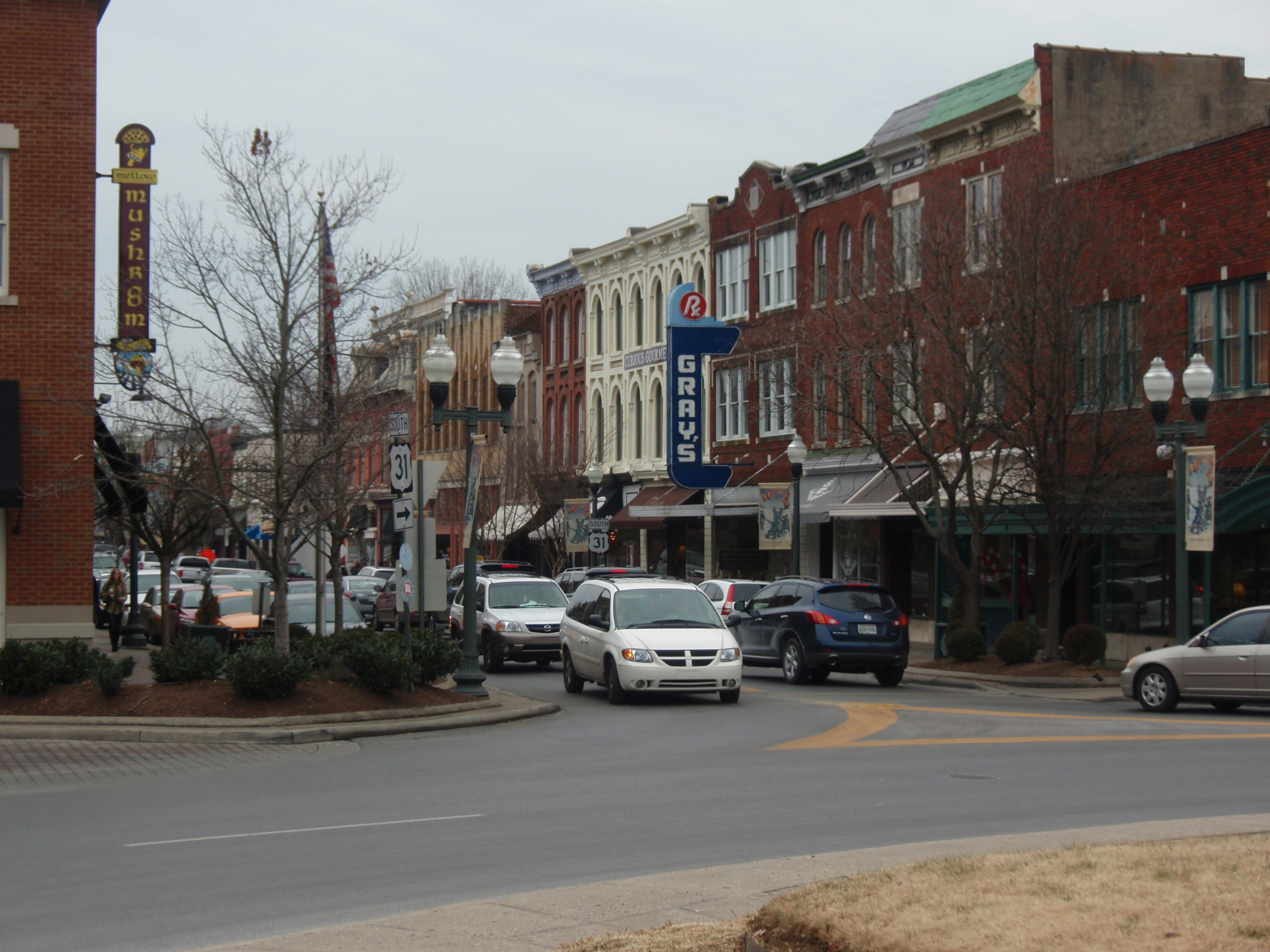
Centro Histórico de Franklin

El área céntrica de Franklin fue construida alrededor de un cuadrado localizado en la 3.ª Avenida y la Avenida Central.
En el Centro Histórico  (Historic Downtown Franklin en inglés) se encuentra el Monumento a la guerra civil estadounidense y a la Segunda Batalla de Franklin y existen también varias casas históricas localizadas en esta área.
Además de los sitios históricos localizados en el centro Franklin, muchos negocios se encuentran en el Centro Histórico.
La Avenida Central contiene numerosas tiendas pequeñas de moda y una gran variedad de restaurantes.

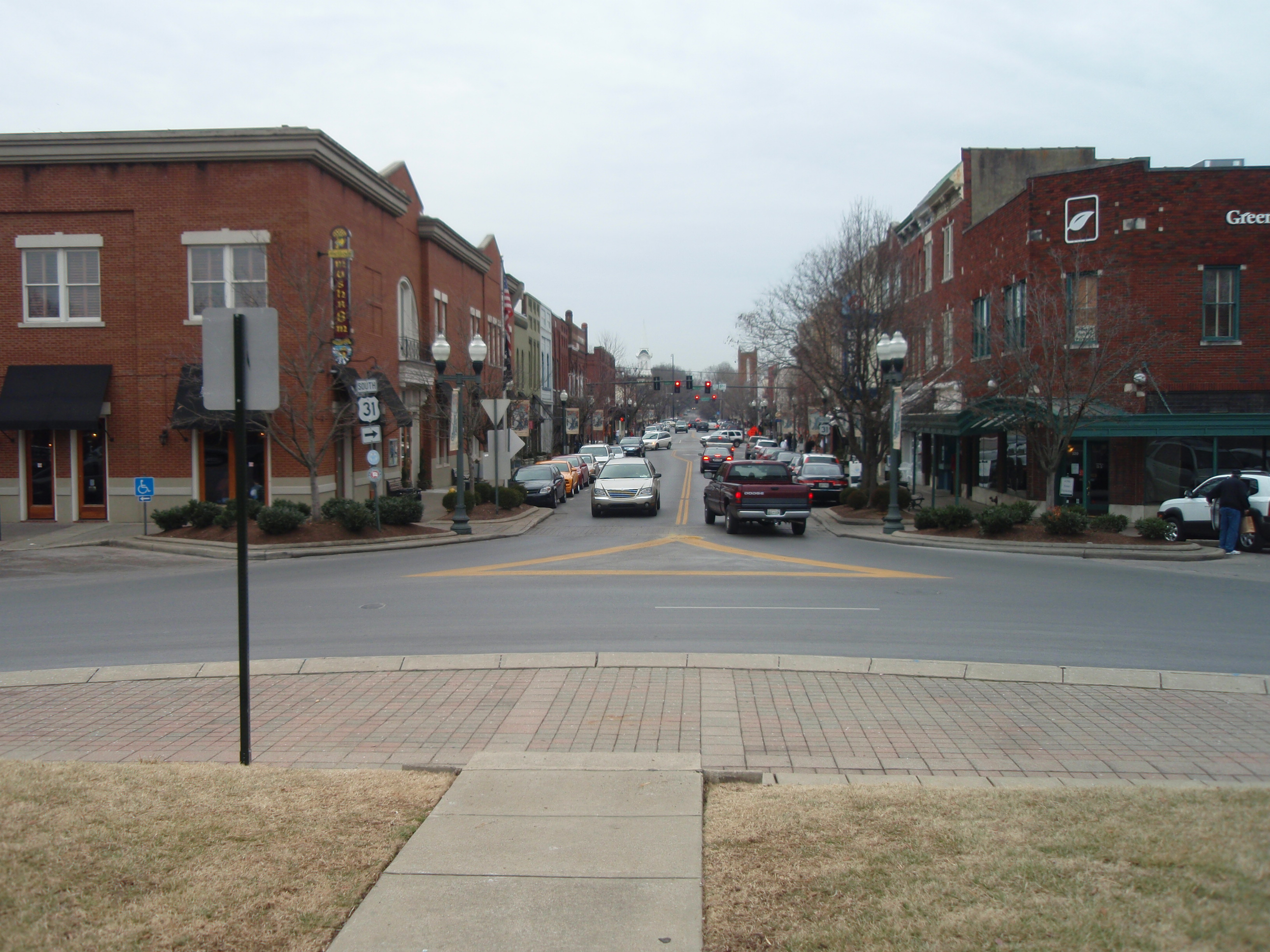
Centro Histórico de Franklin

## Acontecimientos notables
- En noviembre de 1864, se libró allí la Segunda Batalla de Franklin de la guerra civil estadounidense, uno de los enfrentamientos armados más sangrientos y violentos de toda la historia norteamericana.

- Los estrenos cinematográficos de Friday Night Lights y Elizabethtown tuvieron lugar en Franklin.

- Dentro de la producción de películas, Franklin figura con títulos como At Close Range (1986) protagonizada por Sean Penn y Christopher Walken, y One of the Miracles: The Inge Meyring Smith Story (2010)

- La producción de la película original de Disney “Hannah Montana the movie” . (2009). Protagonizada por la actriz y cantautora Miley Cyrus nacida en este mismo lugar.

- El notable grupo musical Paramore, proveniente de Franklin, incluye en su primer disco (All We Know is Falling) una canción con el nombre de dicha ciudad.

## Festivales
Festival de Avenida Central
El festival de la Avenida Central (Main Street Festival en inglés) de Franklin es un festival realizado en las calles de la ciudad que atrae a más de 200 artesanos y se divide en cuatro etapas, dos carnavales y dos ferias de alimentos en el Centro Histórico de Franklin y en el Distrito del Centro.

## Personalidades destacadas de Franklin
- Miley Cyrus, cantautora, actriz y activista
- Luke Benward, actor y cantante
- Sheryl Crow, cantante
- Ashley Judd, actriz.
- Paramore, banda de rock alternativo.